# Adena

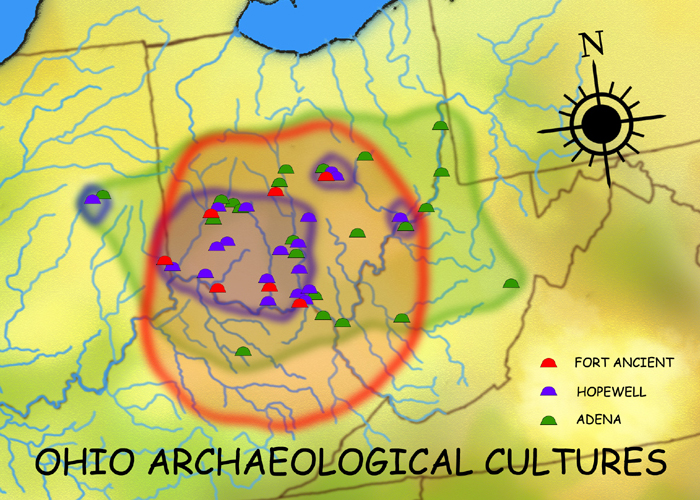
Répartition géographique des civilisations Adena (de l’an 800 avant notre ère à l’an 100 apr. J.-C.), Hopewell (de l’an 200 avant notre ère à l’an 500 apr. J.-C.), et Fort Ancient (de l’an 1 000 à l’an 1 750 apr. J.-C.).

La Civilisation Adena était une culture précolombienne amérindienne ayant existé de l’an 1 000 à l’an 200 av. J.-C., durant l’ère connue sous le nom de Période sylvicole.
La culture Adena fait référence à ce qui était probablement un certain nombre de sociétés amérindiennes apparentées partageant un complexe funéraire et un système cérémoniel. Les amérindiens d’Adena vivaient dans une région comprenant des parties actuelles de l’Ohio, l’Indiana, le Wisconsin, la Virginie-Occidentale, le Kentucky, l’État de New York, la Pennsylvanie et le Maryland.

## Importance
La culture Adena doit son nom à la grande butte du domaine de Thomas Worthington, qui est situé à proximité de Chillicothe dans l’Ohio, au début du XIXe siècle, qu’il nomma Adena,
Même si les sites d’Adena de l’Ohio pouvaient autrefois se compter par milliers, ils sont concentrés dans une zone relativement petite : environ 200 sites dans la vallée centrale de l'Ohio, et peut-être 200 autres dispersés dans le Wisconsin, l’Indiana, le Kentucky, la Virginie-Occidentale, la Pennsylvanie, et le Maryland. L'importance des sites d'Adena s’illustre par leur influence considérable sur les cultures successives et contemporaines. La culture Adena est considérée comme le précurseur des traditions de la culture Hopewell et cette dernière est parfois représentée comme l’élaboration ou l’apogée des traditions de la culture d’Adena.
Les Amérindiens d’Adena se distinguent par leurs pratiques agricoles, leurs poteries, leurs œuvres artistiques et leur vaste réseau commercial, qui leur fournissait une grande variété de matières premières, allant du cuivre des Grands Lacs aux coquillages de la côte du golfe du Mexique,,.

## Art et religion

### Tumulus
D’anciennes traces de la culture Adena sont encore visibles dans les vestiges de leurs importants travaux de terrassement. À un moment donné, les plus grands Tumulus d'Adena se comptaient par centaines, mais seul une petite partie des vestiges des plus grands monuments en terre d'Adena subsistent encore aujourd'hui. Ces Tumulus mesuraient généralement de 6,1 à 91 mètres de diamètre et servaient de sépultures, de lieux de cérémonie, de repères historiques et peut-être de lieux de rassemblement. Ces monuments en terre ont été construits en utilisant des centaines de milliers de paniers remplis d’une terre spécialement sélectionnée et triée. D'après les recherches archéologiques, les terrassements d'Adena étaient souvent réalisés dans le cadre de rituels funéraires, au cours desquels la terre était empilée immédiatement au sommet d'un bâtiment mortuaire brûlé. Ces bâtiments mortuaires étaient destinés à garder et à entretenir les morts jusqu'à leur inhumation définitive. Avant la réalisation des travaux de terrassement, quelques biens utilitaires et funéraires étaient placés sur le sol de l'édifice, qui une fois brûlés, honoraient les morts à l'intérieur. On mettait alors en place le terrassement et on plaçait souvent une nouvelle structure mortuaire sur le dessus de ce dernier. Après une série de répétitions, il restait un tumulus assez important. À la fin de la période Adena, des crêtes circulaires de fonction inconnue étaient parfois construites autour des terrassements funéraires.

### Tumulus connus
| Site                        | Image                           | Description |
| --------------------------- | ------------------------------- | --- |
| Tumulus d’Adena (en)        | Adena Mound (Ross County, Ohio) | Le tumulus d’Adena, le site type (en) de la culture d’Adena, est une structure historique située près de Chillicothe dans l’Ohio. |
| Site de Biggs (en)          | Site de Biggs                   | Ce site, situé dans le Comté de Greenup, est une demeure conique entourée d'une série de fossés circulaires et de remblais. Il est directement connecté au terrassement de Portsmouth (en) via la rivière Ohio à Portsmouth dans l’Ohio,. |
| Tumulus de Criel (en)       | Tumulus de Criel                | Un tumulus conique de 11 m de haut et de 53 m de diamètre, c'est le deuxième plus grand de ce type en Virginie-Occidentale. Elle est située à South Charleston en Virginie-Occidentale. C’est P. W. Norris de la Smithsonian Institution qui a supervisé les fouilles. Son équipe a découvert de nombreux squelettes ainsi que des armes et des bijoux. |
| Tumulus d’Enon              | Tumulus d’Enon                  | Le deuxième plus grand Tumulus conique de l'Ohio, on pense d’ailleurs qu'il a été construit par les Adena. |
| Tumulus de Grave Creek (en) | Tumulus de Grace Creek          | Avec ses 19 m de haut et ses 73 m de diamètre, c'est l'un des plus grands tumulus de type conique aux États-Unis. Il est situé à Moundsville, en Virginie-Occidentale. En 1838, une grande partie des vestiges archéologiques de ce tumulus a été détruite lorsqu’un tunnel fut creusé par plusieurs personnes non-archéologues,. |
| Tumulus de Miamisbug        | Tumulus de Miamisburg           | Autrefois lieu de sépulture, le tumulus de Miamisburg est le point de repère le plus reconnaissable de Miamisburg. C'est le plus grand tumulus conique de l'Ohio et il est, encore aujourd’hui, pratiquement intact. Situé dans un parc municipal au 900 Mound Avenue, c'est un site historique de l'Ohio et il sert d'attraction populaire et de destination de pique-nique pour les familles de la région. Les visiteurs peuvent monter au sommet du monticule par des marches en pierre. |
| Groupe de Wolf Plains (en)  | Groupe de Wolf Plains           | Un regroupement de 30 terrassements datant de la fin de l'Adena comprenant 22 tumulus coniques et neuf enceintes circulaires. Il se situe à quelques kilomètres d’Athens dans l’Ohio. |

### Chamanisme
Bien que les tumulus soient eux-mêmes de belles réalisations artistiques, les artistes d'Adena ont créé des œuvres d'art plus petites et plus personnelles. Les motifs artistiques créés par les Adena sont devenus importants pour de nombreux Amérindiens. Des motifs tels que l'œil larmoyant, et la croix ou le cercle sont devenus des piliers dans les cultures qui ont succédé. Beaucoup d'œuvres d'art semblaient tourner autour de pratiques chamaniques, de la transformation des humains en animaux (en particulier en oiseaux, en loups, en ours et en cerfs) et de leur retour à la forme humaine. Cela peut indiquer que l'on croyait que la pratique transmettait les qualités des animaux au porteur ou au détenteur des objets. Les bois de cerf, réels ou fabriqués en cuivre, en os de mâchoires de loup, de cerf et de puma, et de nombreux autres objets ont été transformés en costumes, colliers et autres formes d'insignes par les Adena. Des calumets spéciaux, avec des embouts aplatis ou bouchés, suggèrent une offrande de fumée aux esprits. L'objectif du calumet peut avoir été d’altérer les états de conscience, grâce à l'utilisation d’une plante hallucinogène : la Nicotiana rustica. Tout compte fait, Adena était la manifestation d'une vaste augmentation régionale du nombre et du genre d'artefacts consacrés aux besoins spirituels.

### Tablettes de pierre
L'Adena sculptait également de petites tablettes de pierre, habituellement de 10 ou 12 centimètres par 7,5 ou 10 centimètres et de 1 centimètre d'épaisseur. L'un voire les deux côtés plats étaient gracieusement composés de zoomorphes stylisés ou de dessins géométriques curvilignes en relief profond. De la peinture a été trouvée sur certaines tablettes Adena, ce qui a conduit les archéologues à penser que ces tablettes de pierre étaient probablement utilisées pour estampiller des motifs sur des tissus ou des peaux d'animaux, ou sur leur propre corps. Il est possible qu'elles aient été utilisées pour esquisser des motifs pour des tatouages.

### Poterie
Contrairement à d'autres cultures, les poteries Adena n'étaient pas enterrées avec les morts ou les cendres de crémation, comme pouvaient l’être d'autres artefacts. Habituellement, la poterie Adena était faite avec du sable ou du calcaire concassé et était très épaisse ; son décor était en grande partie uni, marqué par un cordon ou un tissu, bien que certains d'entre eux portaient un motif de diamant imbriqué incisé dans sa surface. Les récipients étaient en forme de bocaux sous-conoïdaux ou à fond plat, parfois avec de petits supports en forme de pied.

## Vie domestique

### Modèles de peuplement
Les sites de tumulus, vastes et élaborés, servaient à une population éparpillée à proximité. La population était dispersée dans de petits villages d'une ou deux constructions. Une maison typique était construite en forme de cercle de 5 à 15 mètres de diamètre. Les murs étaient constitués de poteaux jumelés inclinés vers l'extérieur, qui étaient ensuite reliés à d'autres pièces de bois pour former un toit en forme de cône. Le toit était recouvert d'écorce et les murs pouvaient être faits d'écorce et/ou de vannerie.

### Sources de nourriture
La subsistance des Adena résidait dans la recherche de nourriture et la culture de plantes indigènes.
- Ils chassaient des cerfs, des wapitis, des ours noirs, des marmottes, des castors, des porcs-épics, des dindons, des cygnes trompettes et des gélinottes huppées.
- Ils récoltaient plusieurs graines comestibles, des graminées et des noix[16].
- Ils cultivaient de la citrouille, des courgettes, des tournesols et des chénopodes[17].

### Outillage
Les outils et haches en pierre d'Adena. Des pierres un peu plus rugueuses en forme de dalles avec des bords ébréchés ont probablement été utilisées comme houes. Les os et les bois de cervidés étaient utilisés pour fabriquer de petits outils, mais plus encore pour fabriquer des objets ornementaux tels que des perles, des peignes, des harnais pour les animaux ou des accessoires de décoration. Des cuillères, des perles et d'autres outils ont été fabriqués à partir de la conque marine. Quelques haches de cuivre ont été trouvées, mais autrement le métal était martelé en formes ornementales, comme des bracelets, des bagues, des perles et des pendentifs en forme de spirales.